# Триггер (психология)
Три́ггер (с англ. trigger — «спусковой крючок») — изначально, событие, вызывающее у человека с посттравматическим стрессовым расстройством внезапное репереживание психологической травмы и тяжёлые негативные эмоции. Люди с посттравматическим стрессовым расстройством обычно всеми силами сторонятся встреч с триггером, стремясь избежать нового приступа.
Под предупреждением о триггере (англ. trigger warning, TW) подразумевается сообщение, предупреждающее о стрессогенном контенте. Однако терапевтическая эффективность подобных предупреждений спорна. Концепция предупреждения о триггерах первоначально возникла на феминистских сайтах, в связи с обсуждением насилия над женщинами и соответствующего травматического опыта. Затем термин распространился и в других сферах, СМИ и университетских курсах.
В последнее время (на 2021 год) термин триггер в психологии стали использовать для обозначения более широкого понятия, включающего  все сигналы (события, ситуации), вызывающие срабатывание механизмов автоматических психологических и поведенческих реакций (привычек, паттернов), как неадекватных и деструктивных, так и полезных и адаптивных, сопровождаемых, как отрицательными эмоциями, так и нейтральными и положительными. Его стали применять не только психологи, но и маркетологи, рекламщики, политики, а также в других сферах, где требуется управлять поведением людей.

## Распространённые триггеры
Чаще всего триггер является частью травмирующего переживания: плач ребёнка, шум машины, летающие низко над землёй объекты, нахождение на высоте, изображение, текст, телепередача и т. д. Для жертв насилия (психологического, сексуального, физического) триггером может стать прикосновение, слово, даже приглашение на свидание или любое напоминание до акта насилия или за период насильственных действий.
Ниже перечислены наиболее распространённые триггеры:
- определённый контекст ситуации — например, людные улицы, восход или закат солнца, определённая одежда;
- движение — например, кто-то бежит в направлении индивида;
- фильмы;
- звуки, особенно неожиданные;
- запахи;
- чтение или обсуждение чего-либо, напоминающего травму;
- прикосновения или определённые тактильные ощущения;
- ситуации — например, пересечение открытых пространств, ощущение своей уязвимости или отсутствие контроля[1];
- определённое время суток[6];
- определённое время года или дата[7];
- объекты[8];
- детали обстановки, например свет, падающий под определённым углом[9];
- определённые места[6] — место, где произошло событие, либо все похожие на него места[8];
- люди[8], которые присутствовали в момент травмы, или те, кто похож на них в каком-либо отношении[6];
- конфликтные ситуации[6];
- запахи[8] или вкусовые ощущения[9] (например, вкус еды, которую человек ел во время или незадолго до травмирующего события);
- физическая боль[9].

Триггеры могут провоцировать появление посттравматических симптомов, таких как репереживания, навязчивые мысли и ночные кошмары. Иногда триггер имеет лишь отдалённую связь с травмирующим событием. В случае прогрессирования ПТСР посттравматические симптомы могут быть активированы даже нейтральным стимулом.